# Пока мы не встретимся вновь
«Пока мы не встретимся вновь» (иер. трад. 何日君再來, кант.-рус.: Хо ят гван цой лой, англ. Au Revoir, Mon Amour) — гонконгская драма 1991 года, режиссёр Тони Ау. Главные роли исполнили Анита Муй и Тони Люн Ка-фай.
Картина получила шесть номинаций на 11-й Гонконгской кинопремии.

## Сюжет
Трагическая история любви, действие которой разворачивается на фоне нестабильной обстановки Шанхая во время японской оккупации и открытия Тихоокеанского театра военных действий Второй мировой войны. Муи Йе (Анита Муй) и Сэн (Тони Люн Ка-фай) были любовниками в студенческие годы. Но как только их любовь расцвела, началась Вторая мировая война, и Сэн был вынужден уехать. Их пути пересеклись снова, спустя годы, когда война была в самом разгаре. Муи Йе теперь певица в ночном клубе. Она становится свидетельницей того, как Сэн подрался с гражданином Японии и застрелил его.

## В ролях
- Анита Муй — Муи Йе
- Тони Люн Ка-фай — Лян Сэн
- Хидэкадзу Акаи — Ногучи
- Тикако Аоямаи — женщина в посольстве Японии
- Норман Чуи — Тьех
- Кэрри Ын — Миссис Ву
- Кеннет Цан — отец Муи Йе

## Награды и номинации
| Награды                        | Награды                           | Награды                                                             | Награды   |
| Кинопремия                     | Категория                         | Лауреат / претендент                                                | Результат |
| ------------------------------ | --------------------------------- | ------------------------------------------------------------------- | --------- |
| 11-я Гонконгская кинопремия    | Лучшая женская роль               | Анита Муи                                                           | Номинация |
| 11-я Гонконгская кинопремия    | Лучшая женская роль второго плана | Кэрри Нг                                                            | Номинация |
| 11-я Гонконгская кинопремия    | Лучшая операторская работа        | Билл Вон, Питер Пау, Дэвид Чунг, Питер Нгор                         | Номинация |
| 11-я Гонконгская кинопремия    | Лучшая работа художника           | Эдди Ма, Хорас Ма                                                   | Номинация |
| 11-я Гонконгская кинопремия    | Лучшая музыка                     | Терри Чан, Энтони Лун                                               | Номинация |
| 11-я Гонконгская кинопремия    | Лучшая песня                      | Композитор: Энтони Лун • Текст: Джеймс Вон • Исполнитель: Анита Муи | Номинация |
| 28-я кинопремия Золотая лошадь | Лучшая женская роль               | Анита Муи                                                           | Номинация |
| 28-я кинопремия Золотая лошадь | Лучшая работа художника           | Эдди Ма, Хорас Ма                                                   | Номинация |
| 28-я кинопремия Золотая лошадь | Лучшая музыка                     | Терри Чан, Энтони Лун                                               | Победа    |
| 28-я кинопремия Золотая лошадь | Лучшая песня                      | Композитор: Энтони Лун • Текст: Джеймс Вон • Исполнитель: Анита Муи | Номинация |